# Стрельцова, Галина Яковлевна
Галина Яковлевна Стрельцова (16 августа 1937, Горький — 22 августа 2024) — советский и российский философ

, доктор философских наук (1987), доцент (1981), профессор (1994). Заслуженный профессор МГУ. Лауреат Премии имени М. В. Ломоносова (1996).

## Биография
Окончила философский факультет МГУ имени М. В. Ломоносова (1963) и аспирантуру того же факультета по кафедре истории зарубежной философии. Специализируется по истории западной философии, культурологии и этике. Отдельной областью исследований проф. Стрельцовой является метафизика сердца, получившая обоснование в трудах Паскаля и в русской философии XIX века. В нравственно-психологическом очерке «Судьба любви сегодня» (1990) утверждается трагизм любви как «вечная судьба любви».
Умерла 22 августа 2024 года в возрасте 87 лет.

## Публикации
- Стрельцова Г. Я. Блез Паскаль. — М.: Мысль, 1979. — (Мыслители прошлого).
- Стрельцова Г. Я. Паскаль и европейская культура. — М.: Республика, 1994. — 495 с. — 11 000 экз. — ISBN 5-250-02415-7.
- Стрельцова Г. Я. Судьба любви сегодня : Нравственно-психологический очерк // Философия любви : В 2 ч. / Сост. А. А. Ивин ; Предисл. Д. П. Горского, А. А. Ивина. — М. : Политиздат, 1990. — Ч. I. — С. 331-379. — 508 с. — ISBN 5-250-01393-7.
- Стрельцова Г. Я. Даниил Леонидович Андреев // Русская философия. Энциклопедия / Под общ. ред. М. А. Маслина. Сост. П. П. Апрышко, А. П. Поляков. — 2-изд, дораб. и доп.. — М., 2014. — С. 20—21.